# Close Combat: First to Fight
Close Combat: First to Fight è uno sparatutto in prima persona tattico ambientato a Beirut nel 2006, dove un gruppo di ribelli si è stabilito nella città.

## Modalità di gioco
In Close Combat: First to Fight il giocatore impersona un Marine (la cui faccia e nome si possono scegliere) che assieme ad altri tre compagni dovranno riportare l'ordine a Beirut. Lo stile di gioco è il normale FPS tattico dove in qualità di leader del gruppo il giocatore comanda i compagni. Questi, dotati di una buona IA, copriranno il giocatore come in una vera battaglia ma anche loro come nella realtà saranno dotati di morale, salute e disciplina visualizzabile puntando il mirino su uno di loro. Più la disciplina è alta più il Marine esegue ordini e istruzioni, il morale invece lo motiva a combattere e la salute lo aiuta ad essere pienamente efficiente. La squadra tattica è composta da tre elementi più al giocatore, ognuno con compiti ben precisi (Pronto-Squadra-Fuoco-Assistenza):
- Fuciliere (Pronto): il fuciliere invece ha il compito di stare davanti al caposquadra come esploratore del fireteam. È armato di un normale M16A4.
- Caposquadra (Squadra): il caposquadra è quello che coordina i movimenti del fireteam e ha la possibilità di chiamare in supporto alla missione cecchini, elicotteri d'attacco oppure un bombardamento di mortai. È equipaggiato con un fucile M16A4 con lanciagranate M203 e ottica.
- Mitragliere SAW (Fuoco): è un elemento fondamentale della squadra per la buona riuscita delle missioni. Con la sua mitragliatrice può creare un potente fuoco di soppressione per bloccare il nemico. È armato di una mitragliatrice leggera M249 SAW.
- Fuciliere di supporto (Assistenza): porta delle munizioni extra per il mitragliere. È dotato di un M16A4.

In ogni missione non si sarà soli, ci saranno degli aiuti come la richiesta di un cecchino, un attacco di mortai oppure l'intervento di un elicottero d'attacco per superare parti particolarmente difficili e impegnative dei livelli. Ogni aiuto non sarà illimitato, quindi va usato con intelligenza per non rimanere soli nei veri momenti di bisogno. Il numero di chiamate ancora a disposizione si trova nella parte superiore destra dello schermo.
- Cecchino: chiamando il cecchino, questo si posizionerà in una parte strategica del luogo indicato dal giocatore e colpirà tutti i bersagli nemici che riuscirà ad individuare. È molto efficace per colpire i serventi delle mitragliatrici.
- Mortai: il supporto di mortai si rivela assai utile per colpire nidi di mitragliatrici oppure veicoli blindati, i colpi arriveranno pochi secondi dopo la chiamata.
- Supporto aereo: nel gioco saranno presenti alcune parti dove i nemici si troveranno dentro dei bunker oppure veicoli blindati come BMP o BRDM, distruggerli solo con le forze della squadra sarebbe molto ostico, così si potranno chiamare degli elicotteri Cobra armati di cannoncino, razzi e missili.

## Bersagli di Alto Valore (BAV)
Andando avanti nelle missioni ci si potrà imbattere nei comandanti delle forze avversarie e sarà obbligatorio catturarli oppure ucciderli (sarebbe meglio catturarli). Nel rapporto post-missione saranno indicati i BAV catturati o uccisi su una carta da gioco:
- Asso di Picche: il generale Badr è un ex generale yemenita e comanda i soldati siriani coinvolti nella battaglia di Beirut. Dirige anche la milizia libanese. Nel 2002 era uno dei principali organizzatori degli attentati in Kenya. Odia l'Occidente, che definisce "ficcanaso" in Medio Oriente.
- Asso di Cuori: Akhbar al'Soud comanda i miliziani libanesi sotto il generale Badr. Distribuisce gli armamenti e il suo più grande desiderio è il potere. Pur di salvare se stesso mette a rischio la vita degli altri.
- Asso di Quadri: Khalid Samar non è molto brillante quando si tratta di combattimenti, essendo molto abile con la politica, ma la sua crudeltà lo ha fatto arrivare in punti molto alti nel comando di Badr.
- Asso di Fiori: Abdullah bin Katan, è un maggiore comandante delle Forze Speciali iraniane che appoggiano gli integralisti nella battaglia di Beirut. Saudita e militare professionista è un esperto anche se non proprio ai massimi livelli.
- Jolly: Tarik Qadan è un fanatico religioso capo del movimento Atash, influenza molto gli integralisti a Beirut, ma per alcuni è soltanto usato dai servizi segreti iraniani. Si sta anche cercando di rimpiazzarlo, se la rivolta ha successo.

## Fazioni
Durante il gioco si possono trovare soldati di diverse nazionalità che combattono per la conquista del territorio, ma anche degli innocenti civili, come:
- Milizia libanese: i miliziani libanesi sono indipendenti dall'Esercito, e i suoi effettivi sono seguaci di Akhbar al'Soud. Secondo delle informazioni i miliziani sarebbero uniti ai siriani nella lotta.
- Integralisti: fedeli a Tarik Qadan e il suo movimento Atash, gli integralisti sono armati male in confronto alla milizia.
- Siriani: i siriani sono dalla parte della milizia libanese e possono contare su soldati ben addestrati, motivati ed equipaggiati.
- Forze Speciali iraniane: è presente anche un piccolo gruppo di Forze Speciali iraniane che appoggiano il movimento Atash. Sono militari professionisti, coraggiosi e ben armati e bisogna stare attenti quando si affrontano.
- Civili: i civili sono di nuovo coinvolti nella guerra, ma l'operazione in atto servirà per prevenire danni a loro. Se muoiono troppi civili la missione verrà considerata fallita.